# Eddie Rabbitt
Eddie Rabbitt (ur. 27 listopada 1941, zm. 7 maja 1998) – amerykański piosenkarz country.

## Utwory
- „I Love a Rainy Night” (znana jest z GTA: San Andreas)
- „Every Which Way But Loose” (z filmu Clinta Eastwooda Każdy sposób jest dobry)
- „Drinkin’ My Baby (Off My Mind)”
- „Do You Right Tonight”
- „Rocky Mountain Music”
- „Two Dollars In the Jukebox”
- „I Can’t Help Myself”
- „We Can’t Go On Living Like This”
- „Hearts On Fire”
- „You Don’t Love Me Anymore”
- „I Just Want to Love You”
- „Pour Me Another Tequila”
- „Gone too Far”
- „Suspicions”
- „Drivin’ My Life Away”
- „Step By Step”
- „Someone Could Lose a Heart Tonight”
- „You and I” (z Crystal Gayle)
- „You Can’t Run From Love”
- „Nothing Like Falling In Love”
- „B-b-b-Burnin’ Up With Love”
- „The Best Year of My Life”
- „She’s Coming Back to Say Goodbye”
- „A World Without Love”
- „Repetitive Regret”
- „Gotta Have You”
- „Born to Each Other (Friends and Lovers)” z Juice Newton
- „I Wanna Dance With You”
- „The Wanderer”
- „On Second Thought”
- „Runnin’ With the Wind”
- „American Boy”
- „Tennessee Born and Bred”